# Can Cuero
Can Cuero és una casa de Saus, al municipi de Saus, Camallera i Llampaies (Alt Empordà), que forma part de l'Inventari del Patrimoni Arquitectònic de Catalunya. Està situat dins del nucli urbà de la població de Saus, a la banda de nord-oest del nucli, entre el carrer de la Font i el rec de Saus.

## Descripció
És un gran edifici de planta més o menys rectangular format per dos cossos adossats, amb una zona de jardí a la part de ponent, on també hi ha diverses construccions annexes i l'accés a la finca. La construcció es troba reformada. L'edifici principal té la coberta a dues vessants de teula i està distribuït en planta baixa i dos pisos. Les obertures, majoritàriament restituïdes, són rectangulars i estan emmarcades amb carreus de pedra i llindes planes. A la planta baixa hi ha el portal d'accés i damunt seu un balcó exempt. La resta d'obertures són finestres. A la façana sud hi ha finestrals d'arc rebaixat a la primera planta. El cos adossat a llevant presenta façana al carrer de la Font, amb el mateix tipus d'obertures que la resta de l'edifici.
La construcció està bastida amb pedruscall lligat amb morter i carreus a les cantonades.

## Història
Antiga casa que es remunta probablement fins al segle xvii, anomenada en el passat Can Destacatllar, fou restaurada per la nissaga d'artistes Palmero, amb la introducció d'elements decoratius propis, tant a l'exterior com a l'interior de l'heretat. Actualment, a més de segona residència, es poden visitar les diferents obres que estan exposades a l'interior.